# Peta strana svijeta
Peta strana svijeta je peti i posljednji studijski album grupe Merlin iz 1990. godine u izdanju diskografske kuće Diskoton. Album je snimljen u rujnu 1990. godine u studiju "BLAP" (Sarajevo) i "LISINSKI" (Zagreb).

## Popis pjesama
| Broj | Pjesma               | Autor                          | Producent   |  |
| ---- | -------------------- | ------------------------------ | ----------- |  |
| 1    | Harmonika            | Dino Merlin, Fahrudin Pecikoza | Dino Merlin |  |
| 2    | Šta ti značima ja    | Dino Merlin                    | Dino Merlin |  |
| 3    | Palidrvce            | Dino Merlin, Fahrudin Pecikoza | Dino Merlin |  |
| 4    | I ovo prođe          | Dino Merlin                    | Dino Merlin |  |
| 5    | Pala magla           | Dino Merlin                    | Dino Merlin |  |
| 6    | Učini mi pravu stvar | Dino Merlin                    | Dino Merlin |  |
| 7    | S mojih usana        | Dino Merlin                    | Dino Merlin |  |
| 8    | Ja sam na te navik'o | Dino Merlin                    | Dino Merlin |  |
| 9    | Pogledaj s prozora   | Dino Merlin                    | Dino Merlin |  |

## Vanjske poveznice
Producent albuma je Brano Likić
- Službena stranica Dine Merlina